# Panchito Pistoles
Panchito Pistoles – fikcyjna postać z filmów i komiksów The Walt Disney Company, stworzona przez Ernesto Terrazasa i Freda Moore’a. Oficjalnie po raz pierwszy pojawił się w filmie Trzej Caballeros (1944).
Jest to antropomorficzny kogut z Meksyku, będący przyjacielem Kaczora Donalda.

## Historia
W 1943 roku na bazie sukcesu finansowego Saludos Amigos (1942), poświęconego krajom Ameryki Południowej, Walt Disney zdecydował się na podobny film Trzej Caballeros poświęcony Meksykowi. Jak w przypadku Saludos Amigos, została opracowana animowana postać reprezentująca poświęcony filmowi kraj. Disney miał już w głowie pomysł na postać reprezentującą Meksyk – miał to być przechwalający się, perypatetyczny kogut. Za opracowanie koguta odpowiadał meksykański animator i pracownik działu scenariuszowego Ernesto Terrazas, który poznał się z Disneyem i jego pracownikami podczas ich podróży do Ameryki Południowej w 1941 roku; postać nazwana została Panchito. Głosu Panchitowi użyczył amerykańsko-meksykański artysta estradowy Joaquin Garay.
Gdy w sierpniu 1943 roku Trzej Caballeros byli w fazie produkcji, na łamach 35. numeru „Walt Disney’s Comics and Stories” opublikowano opowiadanie La Piñata nawiązujące do Las Posadas, którym Panchito – wówczas nazywający się Pancho the Charro – pierwszy raz się pojawił w jakimkolwiek medium. Jeszcze przed premierą filmu Panchito oficjalnie zadebiutował w komiksie o tym samym tytule z udziałem Kwarelli Dziobak w „Walt Disney’s Comics and Stories” #38 (listopad 1943). Trzej Caballeros miał premierę 21 grudnia 1944 roku w Meksyku i w meksykańskiej prasie bohater nazywał się Pancho Pistolas.   
W latach 1944–1945 Panchito był głównym bohaterem paska komiksowego Silly Symphonies autorstwa Billa Walsha i Paula Murry’ego. Występował w nim jako wędrujący vaquero w towarzystwie rumaka Señora Martineza, zaś akcja działa się w Meksyku. Od lat 80. XX w. Panchito występuje regularnie w holenderskich komiksach w holenderskim magazynie komiksowym „Donald Duck Weekblad”. 
Panchito Pistoles pojawił się kolejno w serialach animowanych Café Myszka (2001–2003), Butik Minnie (2011–2016), Myszka Miki (2013–2019), Miki i raźni rajdowcy (2017–2019), Kacze opowieści (2017–2021), Legend of the Three Caballeros (2018) i Myszka Miki: Frajdomek (2021–nadal). 

## Osobowość
Panchito jest niezwykle hałaśliwy, szybko mówi i bardzo śmiały. Można go opisać jako imprezowicza i poszukiwacza mocnych wrażeń. Energia Panchita często go rozpiera i niekiedy prowadzi do przesadnych szaleństw dla niego i jego przyjaciół. Pomimo swojej głośnej i hałaśliwej postawy, Panchito okazuje szacunek swojej ojczyźnie i jest dobrze zaznajomiony z historią i tradycją Meksyku, w tym o charakterze religijnym. Kiedy dzieli się tymi zwyczajami z przyjaciółmi, Panchito ma poważne i łagodne usposobienie.
Panchito jest jedną z niewielu postaci The Walt Disney Company, która szczerze podziwia Donalda takiego jakim jest. Choć w Trzech Caballeros bywa złośliwy wobec Doanlda, z reguły go szanuje i panują między nimi serdeczne stosunki. W komiksach Dona Rosy widząc Donalda w komediowych wpadkach myśli, że ten robi to specjalnie i to przejaw inteligencji i myślenia strategicznego.

## Imię
Panchito w Trzech Caballeros był pozbawiony nazwiska, a także nigdy nie pada jego imię poza napisami początkowymi. Jego nazwisko – „Pistoles” pojawiło się w kilku materiałach autoryzowanych przez Disneya w latach 40. XX wieku, w tym gościnnym występie tytułowych caballeros w audycji radiowej Command Performance. Nazwisko to zostało spopularyzowane przez scenarzystę i rysownika komiksowego Dona Rosę po jego komiksie Powrót trzech caballeros (2000). Chociaż słowo „Pistoles” nie istnieje w języku hiszpańskim, słowo „Pistolas” oznacza „broń”. Prawdopodobnie e w „Pistoles” było fonetyczną adaptacją mającą na celu ułatwienie wymowy osobom nie mówiącym po hiszpańsku w Stanach Zjednoczonych. W komiksie Panchito (1943) pełne imię to El Gayo José Francisco Alisandro de Lima y de la Loma Pancho Alegre, a Panchito jest przydomkiem (dokładnie zdrobnieniem imienia Francisco). W związku wrażliwą kwestią ukazywania broni palnej w animacji dla dzieci, nazwisko/przydomek Pistoles jest omijany bądź zmieniany na inne nazwisko jak np. Panchito Gonzales in Legend of the Three Caballeros. 
Pełne imię i nazwisko Panchita zostało podane trzykrotnie w trzech różnych serialach animowanych i za każdym razem nieznacznie się różniło. W odcinku Café Myszka „Not So Goofy” (2001) pełne imię i nazwisko postaci zostało podane w piosence „My Name is Panchito” jako Panchito Romero Miguel Junipero Francisco Quintero Gonzalez. Później, w Mikim i raźnych rajdowcach pełne imię Panchita jest takie samo jak w Café Myszka, ale z dodanym na końcu „III”: Panchito Romero Miguel Junipero Francisco Quintero Gonzalez III. W Legend of the Three Caballeros Panchito przedstawia się jako Panchito Romero Miguel Francisco Quintero Gonzalez III. 